# 马来西亚皇家空军北海基地
马来西亚皇家空军北海基地（英語：RMAF Butterworth）是由马来西亚国防部持有，马来西亚皇家空军运营的一座军用机场，距离槟城北海4.5海里（8.3；5.2英里）。这个基地是马来西亚、新加坡、英国、澳大利亚和新西兰的五国联防综合区域防御系统总部（Headquarters Integrated Area Defence System, HQIADS）。
北海基地最初被称为英国皇家空军北海基地（RAF Station Butterworth），后来改成澳大利亚皇家空军北海基地（RAAF Butterworth）。这个基地目前属于马来西亚皇家空军基地，不过根据《五国联防协议》，澳大利亚皇家空军在这个基地也有部署，与马来西亚皇家空军中队一同驻守。

## 驻扎部队
尽管该基地在马来西亚皇家空军的控制之下，但根据五国联防有关指挥权的条款，综合区域防御系统（IADS）的指挥官由澳大利亚皇家空军副总司令担任，而澳大利亚皇家空军是目前唯一在马来西亚境内永久拥有该系统的外国武装部队。除了驻扎在基地的现役马来西亚皇家空军和澳大利亚皇家空军中队外，马来西亚皇家空军北海基地还定期支援来自澳大利亚皇家空军的空战、空运和航空航天作战支援小组飞机的部署。
2018年，澳大利亚政府宣布斥资2200万澳元对马来西亚皇家空军北海基地进行升级，以确保北海基地「在未来仍然适合其用途」。澳大利亚国防工业部长克里斯多福·派恩表示，该基地需要改进，以支持澳大利亚皇家空军的新型F-35閃電II戰鬥機。

### 马来西亚皇家空军
马来西亚皇家空军在北海空军基地设有以下部队：
- 马来西亚皇家空军第3中队（S-61A4A Nuri直升机）[註 1]
- 马来西亚皇家空军第12中队（F-5E、F-5F和RF-5E战斗机）[註 2]
- 马来西亚皇家空军第15中队（鹰式教练机和MB-339教練機）
- 马来西亚皇家空军第18中队（F/A-18黃蜂式戰鬥攻擊機）

### 澳大利亚皇家空军
根据五国联防的条款，澳大利亚皇家空军在北海空军基地设有以下部队：
- 澳大利亚皇家空军第19中队（19SQN）
- 阿尔法第92翼支队（92WG Det A，P-3獵戶座海上巡邏機）

### 其他驻扎单位
除了澳大利亚皇家空军外，澳大利亚国防军的以下单位也长期驻扎在北海空军基地：
- 澳大利亚陆军第2/30训练部队
- 澳大利亚国防军调查局（北海空军基地联合调查办公室）
- 澳大利亚联合健康指挥部（北海空军基地诊所）
- 澳大利亚陆军陆地指挥联络科
- 澳大利亚陆军北海來福槍連

### 定期参与演习单位
- 英国皇家空军（Typhoons and Voyager MRTTs）[8]
- 澳大利亚皇家空军（F/A-18黃蜂式戰鬥攻擊機）[9]
- 澳大利亚皇家海军（SH-60海鷹直升機）[9]
- 新西兰皇家空军（P-3獵戶座海上巡邏機）[10]
- 新西兰皇家海军（卡曼SH-2G直升机）[10]
- 新加坡共和国空军第140中队（F-16戰隼戰鬥機）[11]
- 泰国皇家空军[4]